# Fonte Nuova (Siena)

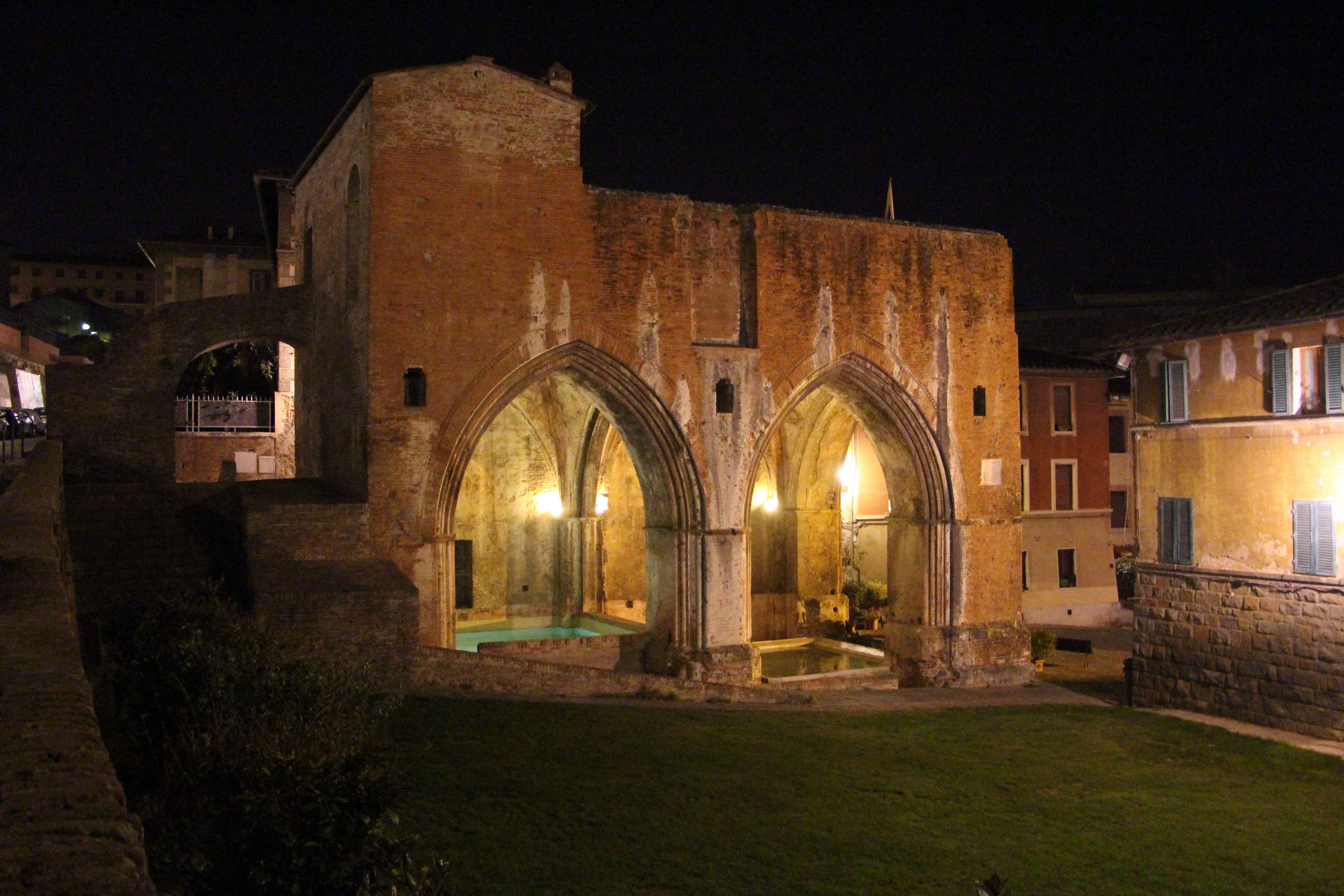
Fonte Nuova in notturna

La Fonte Nuova è un bacino idrico storico di Siena, situato in via Pian d'Ovile.

## Storia e descrizione
La fonte risale al Trecento e fu costruita su progetto di Camaino di Crescentino e Sozzo Rustichini. È caratterizzata da una doppia arcata ogivale in laterizi che introduce alla grande vasca, utilizzata per l'abbeveraggio e come lavatoio. L'architettura risente dell'influenza del cosiddetto gotico cistercense.